# ریسی
ریسی (به ایتالیایی: Riesi) یک کومونه در ایتالیا است که در استان کالتانیستا واقع شده‌است.

## خصوصیات
ریسی ۶۶٫۶ کیلومترمربع مساحت و ۱۱٬۶۷۸ نفر جمعیت دارد و ۳۳۰ متر بالاتر از سطح دریا واقع شده‌است.